# Radware
Radware es un proveedor de balance de carga y servicios de ciberseguridad para centros de datos.

### Sede central y cotización en bolsa
La sede central corporativa de Radware se encuentra en Mahwah, Nueva Jersey, (EE. UU.). Su cuartel internacional está situado en Tel Aviv, Israel. La compañía también tiene oficinas en la ciudad de Shanghái, en la República Popular China. Radware es miembro del grupo de empresas Rad y sus acciones cotizan en el índice bursátil NASDAQ.

### Historia de la compañía
Radware fue fundada en 1997. Roy Zisapel es el presidente de la compañía y el director de la empresa. En 1999 la compañía tuvo una oferta pública inicial y fue listada en el índice de la bolsa de valores NASDAQ. Roy Zisapel es el dueño del 3,4% por ciento del capital de la empresa. Su padre, el judío Yehuda Zisapel, es el mayor accionista, con un porcentaje del 15% por ciento del capital.